# Bokang Masunyane
Bokang Masunyane (ur. 18 czerwca 1994) – południowoafrykański zapaśnik walczący w stylu wolnym. Piąty na igrzyskach Wspólnoty Narodów w 2014. Brązowy medalista mistrzostw Wspólnoty Narodów w 2013 roku. Zawodnik walk MMA.